# 鹿場連嶺古道
鹿場連嶺古道（英文：Luchanglienling Historic Trail），
是屬於中華民國農業部林業及自然保育署所規劃之霞喀羅-鹿場連嶺國家步道系統的其中一條步道，位於新竹縣與苗栗縣山區、雪霸國家公園的西北區。

## 歷史
鹿場連嶺古道最早曾是大安溪沿岸泰雅族原住民遷徙、游獵的山徑。日治初期，日本政府將此路線拓寬並加以連接，開闢成理蕃道路。編制上屬於五峰－大湖警備線，命名為鹿場連嶺警備道路，起點為井上（今新竹縣五峰鄉清泉），經霞喀羅大山西側的田村台駐在所、檜山、茂義利（今觀霧）、鹿場大山，終點位於苗栗縣泰安鄉與大湖鄉境內。
日治時代後期，由於日本警方已能完全控制附近地區，因此原有的警備道路漸轉為大眾化的休閒、健行步道，其中井上溫泉（今清泉溫泉）經茂義利、曙鞍部至上島溫泉（今泰安溫泉）的路線，在當時稱為「鹿場迴り溫泉道路」。

## 外部連結
- （繁體中文）（英文） 台灣山林悠遊網：霞喀羅─鹿場連嶺國家步道系統